# 内冨寛法
内冨 寛法（うちとみ ひろのり、1980年4月5日 - ）は、日本の元男子バレーボール選手。当初は内富姓登録であった。

## 来歴
広島県広島市出身。実姉の影響で古市小学校4年次よりバレーボールを始める。安佐南中学校卒業後、名門崇徳高校へ入学、樋内明から指導を受けた。
1999年、東亜大学に進学し、オポジットとして活躍した。同級生に日高誠。2002年4年次の全日本インカレで3位になった。また大学選抜としてアジア東部地区バレーボール選手権大会に出場した。
2003年大学卒業後、日高と共にJTサンダーズへ入団。1年目から出場機会を得て、プレミアリーグ準優勝に貢献している。しかし、直弘龍治がオポジットのポジションを掴んで以降、出番を減らしていくこととなった。2009年現役を引退、その後は社業に専念している。

## 所属チーム
- 広島市立古市小学校
- 広島市立安佐南中学校
- 崇徳高等学校
- 東亜大学
- JTサンダーズ（2003-2009年）